# Paul Féval mladší
Paul Auguste Jean Nicolas Féval (25. ledna 1860 – 17. března 1933) byl stejně jako jeho otec Paul Féval starší francouzský prozaik. Pro odlišení od svého otce bývá proto označován jako Paul Féval mladší. Je znám především jako autor dobrodružných románů, které dějově předcházejí nebo dějově navazují na díla jeho otce nebo na díla Alexandra Dumase staršího.

## Dílo

### Romány související s dílem jeho otce
V přehledu díla uvádíme v jednotlivých cyklech seznam všech románů včetně děl autorova otce. Romány jsou uváděny v pořadí děje, ne podle data vzniku.
- Lagardèrův cyklus (Les Lagardère saga):
  - Hrbáčovo mládí (1934, La jeunesse du Bossu),
  - Paul Féval starší: Hrbáč (1857, Le Bossu),
  - Lagardèrovy vyjížďky (1909, Les Chevauchées de Lagardère),
  - Mariquita (1930),
  - Cocardasse a Passepoil (1909, Cocardasse et Passepoil),
  - Lagardèrův syn (1893, Fils de Lagardère), společně s A. D'Orsaym,
  - Neversova dvojčata (1895, Les Jumeaux de Nevers), společně s A. D'Orsaym,
  - Slečna de Lagardère (1929, Mademoiselle de Lagardère),
  - Hrbáčova dceruška (1931, La petite-fille du Bossu).
- Tajnosti Londýna (Les Mystères de Londres):
  - Paul Féval starší: Gentlemani noci (1844, Les Gentilshommes de la nuit),
  - Paul Féval starší: Dcera oběšencova (1844, La fille du pendu),
  - Paul Féval starší: Velká rodina (1844, La grande Famille),
  - Paul Féval starší: Markýz de Rio-Santo (1844, Le Marquis de Rio-Santo),
  - Válka s Angličany (1900, Guerre à l’Angleterre),
  - Zrnko písku (1901, Le grain de sable),
  - Londýnští bandité (1905, Les Bandits de Londres).

### Romány související s dílem Alexandra Dumase staršího
- D'Artagnanův syn (1914, Le fils de d'Artagnan),
- Athosovo stáří (1925, La vieillesse d'Athos),
- D'Artagnan kontra Cyrano de Bergerac (1925, D'Artagnan contre Cyrano), společně s M. Lassezem. Román se odehrává v roce 1641, tedy sedm let před Třemi mušketýry po dvaceti letech a v centru dění je nemanželský syn vévody Buckinghama a francouzské královny Anny Rakouské, přičemž d'Artagnan a Cyrano de Bergerac stojí z počátku proti sobě. Román má čtyři díly:
  - Tajemný rytíř (Le Chevalier Mystère),
  - Královnina muka (Martyre de Reine)
  - Tajemství Bastily (Le Secret de la Bastille),
  - Buckinghamovo dědictví (L'Héritage de Buckingham).
- Hrabě d'Artagnan a Cyrano de Bergerac (1928, D'Artagnan et Cyrano Réconciliés). Román se odehrává po Třech mušketýrech po dvaceti letech v letech 1649-1655, kdy jsou d'Artagnan a Cyrano de Bergerac již dobří přátelé. Objevuje se zde také dvojče Ludvíka XIV., muž se železnou maskou. V románě je mimo jiné vylíčena láska Cyrana de Bergerac ke krásné Roxaně (v zásadě podle slavné hry Edmonda Rostanda), ale ve třetím díle autor přináší nový pohled na jeho smrt. Román má tři díly:
  - Státní tajemství (Secret d'État),
  - Železná maska (L'Évasion du Masque de Fer)
  - Cyrano a Roxana (Le Noces de Cyrano), v originále Cyranova svatba.

### Ostatní romány
- Maria Laura (1891),
- Mam'zelle Flamberge (1911)
- Tajemství zítřka (1922-1923, Les Mystères de Demain), společně s Henri Jacquesem Magogem, pětidílný fantastický románový cyklus, kam patří:
  - Snoubenci z roku 2000 (Les Fiancés de l'an 2000),
  - Prokletý svět (Le Monde des damnés),
  - Návrat Atlantidy (Le réveil d'Atlantide),
  - Zotročené lidstvo (L'Humaine enchaînée)
  - Prorok šílenosti (Le Faiseur de folles)
- Upíři moře (1929, Les vampires de la mer), fantastický román,
- Tygří muž (1929, L'homme-tigre), fantastický román o tygřím muži napsaný po vzoru Tarzana. Roku 1930 vyšlo pokračování Londres en folie a oba díly bývají vydávány pod společným názvem Felifax.
- Cyranova hrdinství (1932, Les exploits de Cyrano), dobrodružný historický román, tři díly:
  - Démon odvahy (Le Démon de Bravoure)
  - Rytíř žen (Le Chevalier des Dames),
  - Pro záchranu Roxany (Pour sauver Roxane).

## Filmové adaptace
- Lagardèrův syn (Le Fils de Lagardère, Francie 1913, režie Henri Andréani, němý film,
- Cyrano a d'Artagnan (Cyrano et d'Artagnan), Francie 1964, režie Abel Gance, v titulních rolích José Ferrer a Jean-Pierre Cassel.

## Česká vydání
- D'Artagnanův syn, Ladislav Šotek, Praha 1925, přeložil Jan Střelba,
- Athosovo stáří, Ladislav Šotek, Praha 1925, přeložil Jan Střelba,
- D'Artagnan contra Cyrano de Bergerac, Šolc a Šimáček, Praha 1929, přeložil Ota Milevský, čtyři díly, znovu 1931,
- Hrabě d'Artagnan a Cyrano de Bergerac, Šolc a Šimáček, Praha 1929, přeložil A.C. Acharat, tři díly,
- Zedník u Matky boží v Paříži, Karel Borecký, Praha 1930, přeložil Josef Dvořák,
- Upíři moře, L. Mazáč, Praha 1931, přeložil J. Jelínek,
- D'Artagnan contra Cyrano de Bergerac, Ivo Železný, Praha 1991- 1992, přeložil Ota Milevský, čtyři díly ve dvou svazcích,
- Hrbáčovo mládí, Terran, Praha 1999, přeložila Tereza Mikovcová.